# Loud Luxury
Loud Luxury es un dúo canadiense de DJs y productores de música electrónica, formado por Andrew Fedyk y Joe Depace, con sede en Los Ángeles. Son conocidos por el sencillo «Body», lanzado junto al cantante estadounidense Brando, que se convirtió en un éxito internacional en 2018.

## Historia
El dúo se formó cuando Fedyk y Depace, se conocieron en la universidad. Cuando asistieron a un concierto de Porter Robinson, se inspiraron con la forma en que este se había conectado con la multitud. En 2016, lanzaron unas de sus primeras producciones, una versión bootleg de «Can't Stop the Feeling!» de Justin Timberlake, y la canción «See It Again».
El 17 de febrero de 2017, colaboraron con el músico de deep house Ryan Shephard para lanzar la canción «Fill Me In» (título inicial: "Something to Say") en AFTR:HRS.
En 2017, remezclaron la canción «Scared to Be Lonely» de Martin Garrix, que se incluyó en el EP de remezclas. Con este trabajo, comenzaron a ganar cierto reconocimiento en la escena electrónica. Ese mismo año lanzan un sencillo titulado «Body» a través del sello discográfico Armada Music, propiedad de Armin van Buuren. La canción, que incluye al vocalista estadounidense Brando, en 2018 ingresó en las cinco primeras posiciones de las listas de Canadá, Dinamarca y el Reino Unido, así como entre los 10 mejores en Australia, Austria, Alemania y Nueva Zelanda.
El 31 de agosto de 2018, lanzan «Love No More» con las voces del cantante canadiense de R&B Anders.
En los Premios Juno de 2019, ganaron en la categoría Mejor Grabación de Música Dance del Año por «Body».
A fines de marzo de 2019, lanzan una nueva versión del éxito «Body», titulada «Body On My» en la que se suma la colaboración de Brando, Pitbull y Nicky Jam.

## Discografía

### Sencillos en Listas
| Título                      | Año  | Posiciones en listas | Posiciones en listas | Posiciones en listas | Posiciones en listas | Posiciones en listas | Posiciones en listas | Posiciones en listas | Posiciones en listas | Posiciones en listas | Certificaciones                                                                                | Álbum              |
| Título                      | Año  | CAN                  | ALE                  | AUS                  | DIN                  | EUA                  | NZ                   | PB                   | R.U.                 | SUI                  | Certificaciones                                                                                | Álbum              |
| --------------------------- | ---- | -------------------- | -------------------- | -------------------- | -------------------- | -------------------- | -------------------- | -------------------- | -------------------- | -------------------- | ---------------------------------------------------------------------------------------------- | ------------------ |
| «Body» (con Brando)         | 2017 | 3                    | 7                    | 7                    | 5                    | 80                   | 10                   | 14                   | 4                    | 15                   | - CAN: 7× Platino - ALE: Platino - AUS: 2× Platino - EUA: Oro - NZ: 2× Platino - R.U.: Platino | Sencillo sin álbum |
| «Love No More» (con Anders) | 2018 | 44                   | —                    | 89                   | —                    | —                    | —                    | —                    | 98                   | —                    | - CAN: Platino - AUS: Oro                                                                      | Sencillo sin álbum |

Otros sencillos
- 2015: "All for You" (con Kaleena Zanders)
- 2016: "Going Under" (junto a Borgeous)
- 2016: "Villains"
- 2017: "Fill Me In" (with Ryan Shepherd)
- 2017: "Show Me" (con Nikki's Wives)
- 2018: "Sex Like Me" (con Dyson)
- 2019: "Body On My" (con brando, Pitbull & Nicky Jam)

### Remixes
- 2016: Dzeko & Torres feat. Alex Joseph – Home
- 2017: Martin Garrix & Dua Lipa – Scared to Be Lonely
- 2017: Bruno Martini – Living on the Outside
- 2018: Armin van Buuren feat. Conrad Sewell – Sex, Love & Water
- 2018: Charlie Puth Ft. Kehlani – Done for Me
- 2018: DVBBS X Blackbear – IDWK